# Museet för sköna konster, Budapest

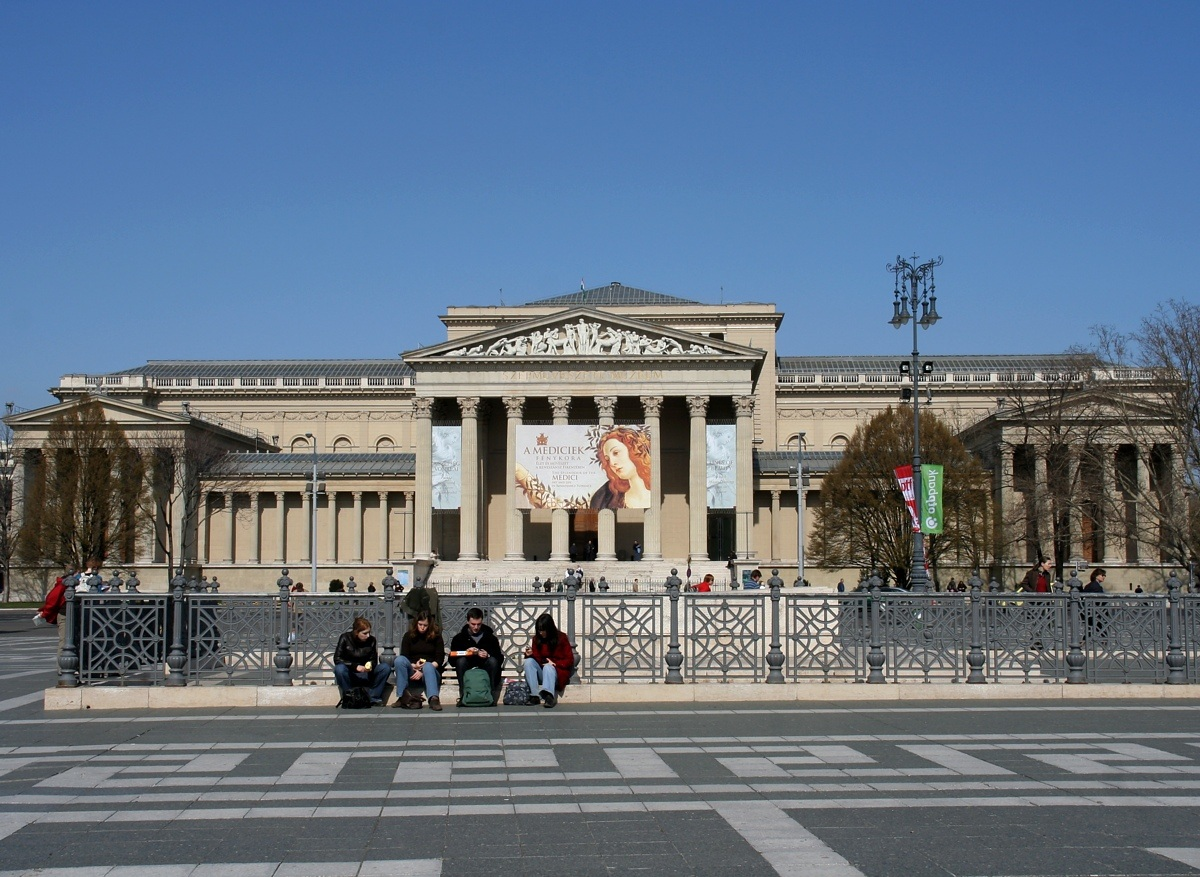
Konstmuseet

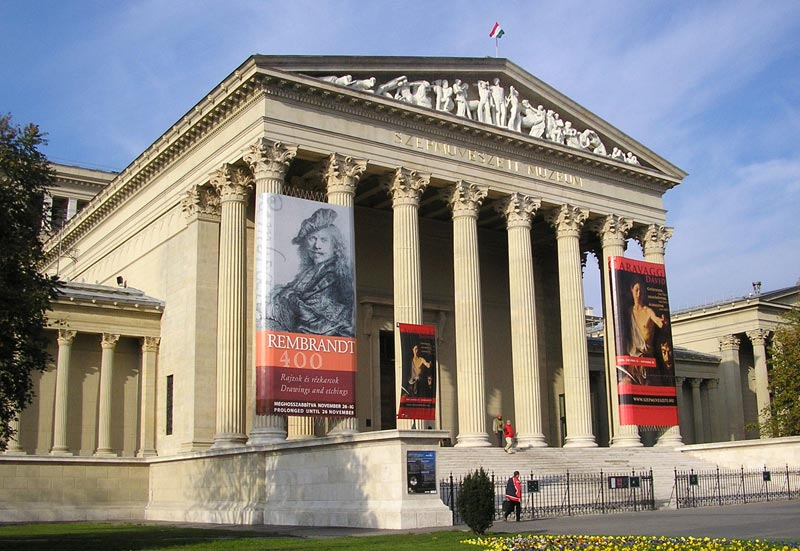
Konstmuseet entrén

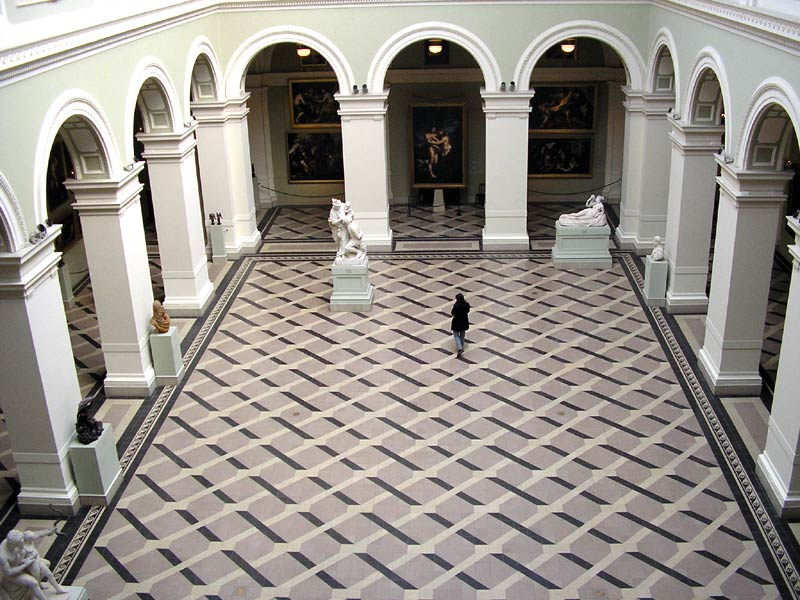

Museet för sköna konster (ungerska: Szépművészeti Múzeum) är ett museum vid Hjältarnas torg i Budapest i Ungern. Museet innehåller Ungerns största konstsamling. Nära museet ligger metrostation Hősök tere från 1896 på linje M1.